# Animation Runner Kuromi
Animation Runner Kuromi Anime Seisaku Shinkō Kuromi-chan (アニメ制作進行くろみちゃん) és una pel·lícula OVA de dos episodis, produïts en 2001 i 2004 respectivament per Yumeta Co. És una paròdia en si mateixa del negoci de producció d'animació.